# Anniviers
Anniviers je obec v okrese Sierre v kantonu Valais ve Švýcarsku. Leží ve Walliských Alpách. Žije zde přibližně 2 700 obyvatel.
Obec vznikla 1. ledna 2009 sloučením všech šesti obcí údolí Val d’Anniviers - Ayer, Chandolin, Grimentz, Saint-Jean, Saint-Luc a Vissoie. Rozlohou patří k největším obcím ve Švýcarsku. Obecní správa sídlí ve Vissoie.

## Geografie
Obec tvoří převážnou většinu údolí Val d’Anniviers, nacházejícího se ve střední části kantonu Valais. Nejvyšší bod obecního katastru se nachází ve výšce 4497 metrů pod vrcholem Weisshorn.

## Historie

Ayer (letecký pohled z roku 1970)

V údolí Val d’Anniviers na východní hranici franko-provensálské oblasti je doloženo románské obyvatelstvo z 10. století. Politické poměry v 11. a 12. století jsou nejasné, panská práva držela pravděpodobně katedrální kapitula v Sionu a páni z Granges. V letech 1116–1138 získal údolí sionský biskup a předal je kapitule. V roce 1193 se stal opět pánem Anniviers a od roku 1311 jej nechal spravovat rodem d’Anniviers jako dědičné místodržitelství. V roce 1381 se panství dostalo do držení pánů z Raronu a v roce 1467 se vrátilo do biskupského mensálního majetku (do roku 1798) jako velkostatek. Val d’Anniviers tvořil v 16. století jednu třetinu okrsku Sierre.
K vykoupení posledních feudálních poplatků a služebních povinností došlo v letech 1792–1804. Před rokem 1798 bylo Val d’Anniviers, i když ne zcela geograficky uzavřené, samostatnou kulturní a hospodářskou oblastí zahrnující deset vesnických komunit se složitými a někdy napjatými vztahy. Na konci 18. století začalo rozpouštění tohoto prostoru. Počet farností vzrostl z jedné ve 12. století na dvě v roce 1805 a pět v roce 1932. Postupné politické osamostatňování vedlo od roku 1905 ke vzniku šesti obcí Ayer, Chandolin, Grimentz, Saint-Jean, Saint-Luc a Vissoie, které se v roce 2009 se sloučily do nové politické obce Anniviers. Kolem roku 1300 byla vybudována silnice pro jízdu do Alp, v roce 1854 silnice ke kobaltovým a niklovým dolům a v roce 1955 moderní silnice k přehradě Moiry.

## Obyvatelstvo

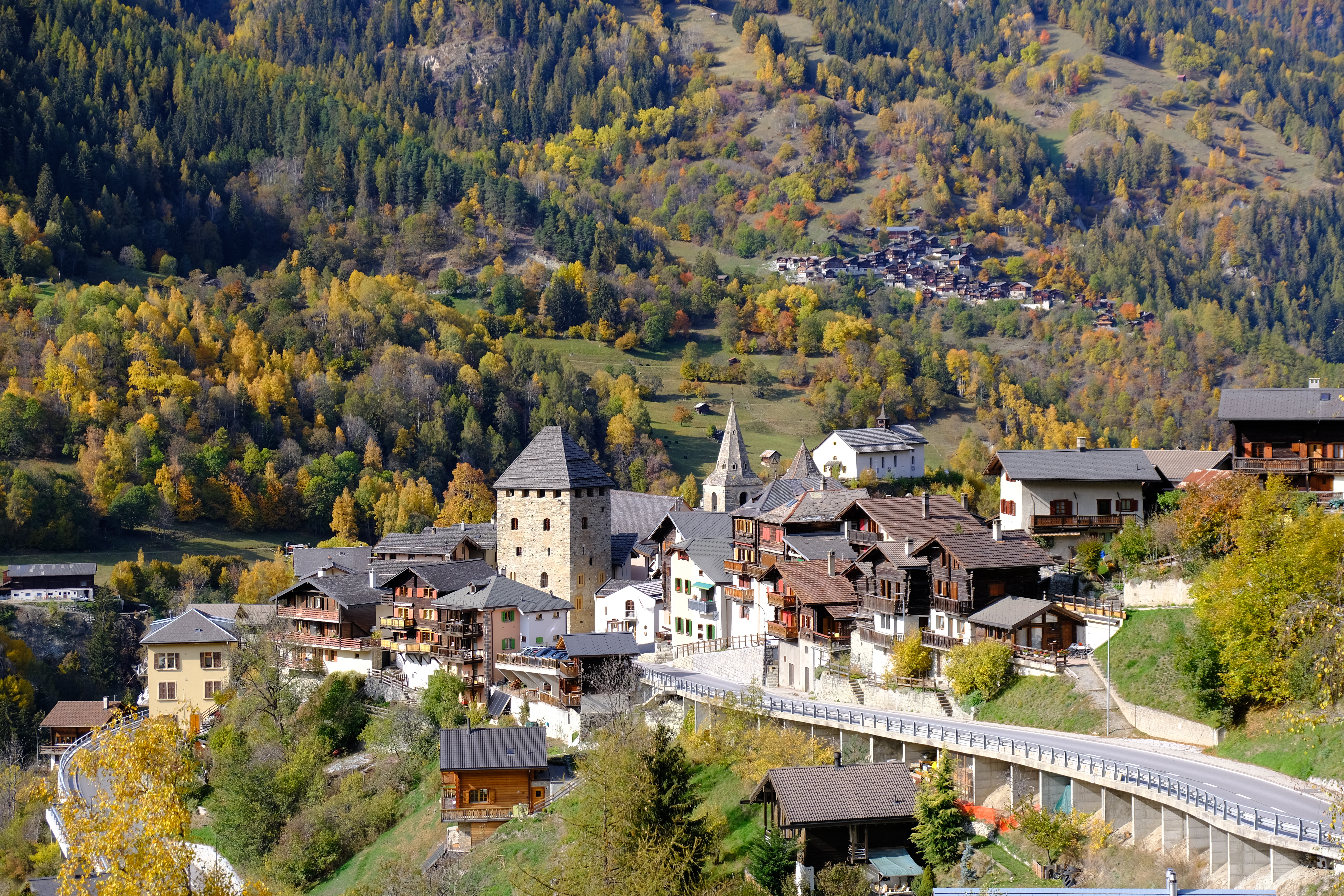
Vissoie

| Rok            | 2010 | 2011 | 2012 | 2013 | 2014 | 2015 | 2016 | 2018 |
| Počet obyvatel | 2617 | 2611 | 2622 | 2644 | 2705 | 2715 | 2719 | 2732 |